# Stanislav Hočevar
Stanislav Hočevar, slovenski nadškof in salezijanec, * 12. november 1945, Jelendol, Škocjan.
Je nekdanji (upokojeni) beograjski nadškof (2001–22). 

## Življenjepis
Stanislav Hočevar je diplomiral na ljubljanski Teološki fakulteti in bil 1973 posvečen za duhovnika.
Svoje duhovniško poslanstvo je začel v salezijanskem dijaškem semenišču v Želimljah, kjer so bili mladi kandidati za salezijansko življenje: bil je vzgojitelj, učitelj verouka, liturgike in Svetega pisma, ob tem pa je nadaljeval študij v Ljubljani in leta 1979 naredil magisterij iz teologije. Ob izvolitvi papeža Janeza Pavla II. je v zbirki rakovniških Knjižic napisal uspelo knjižico o njem z naslovom Peter iz Poljske. Kmalu potem je postal ravnatelj želimeljske ustanove,  potem je bil dve leti inšpektorjev namestnik, leta 1984 pa je za štiri leta postal ravnatelj novoustanovljenega dijaškega Modestovega doma v Celovcu. Sredi razgibane dejavnosti na Koroškem in v izseljeništvu je ob stoletnici don Boskove smrti napisal redne šmarnice za Cerkev v Sloveniji z naslovom Veliko znamenje. Istega leta (1988) je bil imenovan za višjega predstojnika slovenskih salezijancev in to službo opravljal polnih dvanajst let. Vrnil se je torej v domovino. Bližal se je čas velikih sprememb in velikih izzivov. V času njegovega služenja je bila v Želimljem ustanovljena prva zasebna gimnazija v Sloveniji (Gimnazija Želimlje), po večjih salezijanskih župnijah so se začeli snovati t. i. salezijanski mladinski centri, mladim je bila ponujena pestra izbira duhovnih in razvedrilnih programov, njegovi sobratje in mladi animatorji so se v projektu Skala zavzeli za mlade z ulice, mnogi sobratje so vodili ljudske misijone, začela so se odmevna množična srečanja družin, mladih in otrok. S posebno skrbjo je spremljal delo sobratov v misijonih, v zamejstvu (Koroška, Tržaška), izseljenstvu (Kanada) in še zlasti v diaspori (Jugoslavija, Albanija). V času, ko je bil inšpektor, je bil dva mandata predsednik pri Konferenci slovenskih redovnikov, zadnja leta pa njen generalni tajnik. Zavzeto je sodeloval pri ustanavljanju Krekove banke in močno podpiral ustanovitev in delo Aninega sklada. Ves čas je rad sodeloval v tiskovni dejavnosti: pomagal je pri novem zagonu Salezijanskega vestnika, pisal v Družino, Nedeljo, Mavrico, nekaj let je bil urednik rakovniških Knjižic, podprl je ustanovitev salezijanske založbe Salve ipd.

## Beograjski nadškof in metropolit
Mag. Hočevar je bil 25. marca 2000 imenovan za beograjskega nadškofa koadjutorja, v škofa pa je bil posvečen v Ljubljani na Rakovniku 24. maja 2000, kjer je v mladih letih študiral in bil dolga leta tudi predstojnik slovenskih salezijancev, ki delujejo doma in po svetu: v Sloveniji, zamejstvu, diaspori (Srbija in Črna gora) in tudi v misijonih. Leta 2001 je kot tretji Slovenec prevzel beograjsko nadškofijo. Pred njim sta bila beograjska nadškofa Alojzij Turk  in Franc Perko . Od zadnjega je prvzel tudi predsedovanje Mednarodni škofovski konferenci svetih bratov Cirila in Metoda in jo vodil dva mandata (do 2011).
Dne 5. novembra 2022 je papež Frančišek sprejel njegov odstop in ga upokojil, za beograjskega nadškofa pa imenoval dotedanjega zrenjaninskega škofa in aktualnega predsednika omenjene škofovske konference, Ladislava Nemeta.

## Ekumenski delavec
Srednjo šolo, klasično gimnazijo, je obiskoval v škofijskem dvorcu grškokatoliške križevske škofije, ki jo je takrat vodil popularni škof Gabrijel Bukatko, ki je pozneje postal tudi beograjski nadškof, torej njegov predhodnik. Tam je občudoval vzhodno duhovnost ter se navdušil nad bogoslužjem Janeza Zlatoustega, ki mu je prisostvoval v tamkajšnji stolnici vsako nedeljo; tako je vzljubi lepoto vzhodne liturgije in začel navezovati stike ne le z grškokatoliškimi, ampak tudi s pravoslavnimi kristjani.
Nove možnosti so se mu glede tega ponudile, ko je postal nadškof v središču svetosavskega pravoslavja, v Beogradu. Dobre stike je imel že kot inšpektor s patriarhom Germanom, z njegovima naslednikoma patriarhoma Pavlom in Irenejem, pa  tudi z ekumenskim delavcem, bačkim pravoslavnim škofom Irenejem.

### RTV
- A.S. v Radio Ognjišče 2. VIII. 2011: Beograjski nadškof obsoja nasilje med Srbi na Kosovu
- RTS (Radio-televizija Srbije): Balkanskom ulicom – Stanislav Hočevar
- TV Centar: Stanislav Hočevar, nadbiskup beogradski i metropolita, gost emisije USIJANJE